# 786

## Události
- První zmínka o použití chmele v pivovarnictví a o chmelnictví v darovací listině franského krále Pipina Krátkého.

#### Probíhající události
- 772–804: Saské války

## Narození
- Saga

## Úmrtí
- 6. ledna – Abo z Tbilisi
- 14. září – Al-Hádí
- Cynewulf Wessexský
- Desiderius

## Hlava státu
- Papež – Hadrián I. (772–795)
- Byzantská říše – Konstantin VI. (780–797)
- Franská říše – Karel I. Veliký (768–814)
- Anglie
  - Wessex – Cynewulf z Wessexu – Beorhtric
  - Essex – Sigeric
  - Mercie – Offa (757–796)
  - Kent – Offa (785–796)
- První bulharská říše – Kardam